# 胭脂酮酸
胭脂酮酸（英語：Kermesic acid）是一种蒽醌衍生物，是胭脂虫粉（kermes，由雌胭脂虫制得）的主要成分。其为胭脂红酸的苷元，是天然胭脂红（即从胭脂虫提取到的色素）的主要成分，俗称天然红3（Natural Red 3）。
胭脂酮酸与胭脂红酸和紫胶酸等色素一样，都是从介壳虫中获得的，但胭脂酮酸仅见于红蚧属，是胭脂里唯一有颜色的成分。
胭脂酮酸的结构最早由德国化学家Otto Dimroth于1916年确定。